# Операция „Марс“
Операция „Марс“, наричана още Втора Ржевско-Сичовска операция, е безплодно настъпление на Съветската армия срещу германската отбрана около градовете Ржев и Сичовка на Източния фронт в края на 1942 г.
Приема се като част от Ржевската битка – едно от най-мащабните и кръвопролитни сражения през Втората световна война, проточило се от края на 1941 до началото на 1943 г. на фронт с дължина от над хиляда километра. Неуспехът в операция „Марс“ струва на СССР значителни човешки и материални загуби и удължава господството на Третия райх в Източна Европа.

## Първи битки за Ржев
Разположеният на река Волга град Ржев е важен железопътен възел в Централна Русия. На 14 октомври 1941 г., в резултат на поражението край Вязма, съветските войски са принудени да го отстъпят на Вермахта. В продължение на своята зимна контраофанзива от 1941 – 1942 г. в началото на 1942 г. Червената армия провежда Ржевско-Вяземската операция, в хода на която изтласква германските войски от подстъпите към Москва, но не успява да осъществи напълно оперативните си цели. Макар и обхванати от 2 страни, германците успяват да задържат районите около Ржев и Сичовка, вклинени в съветските линии пред Москва. Опитът за ликвидиране на Ржевската издатина през август 1942 г. (Първа Ржевско-Сичовска операция) завършва неуспешно за съветските войски. Въпреки постоянната заплаха да бъдат обкръжени германците продължават да бранят упорито Ржев, понеже техните войски в града представляват постоянна заплаха в тила на съветските сили, напреднали на запад в съседните участъци от фронта. Ржев е оценяван от Върховното командване на Вермахта (ОКВ) като важна за снабдяването железопътна гара и преден пост за потенциално повторно настъпление срещу Москва.

## Съветски планове
На 26 септември 1942 г. съветският лидер Йосиф Сталин нарежда да се проведат 2 почти едновременни стратегически настъпления срещу Сталинград и срещу Ржев, командвани съответно от началника на генералния щаб, Александър Василевски, и заместника на Върховния главнокомандващ, Георгий Жуков. Настъплението срещу Ржев получава кодовото название „Марс“. Целта му е обкръжаване и унищожаване на германската 9-а армия начело с генерал Валтер Модел, така че да бъде премахната пряката заплаха за Москва. 9-а армия, която заема Ржевската издатина, трябва да бъде откъсната от останалите немски войски с пресечни удари по фланговете от два съветски фронта – Калининския и Западния, срещу градовете Сичовка и Белий. Впоследствие германският фронт трябва да бъде разчленен и отделните му части да бъдат унищожени поотделно.
Според западни и някои руски историци операция „Марс“ е част от по-грандиозен план за разгром на група армии „Център“. Ставката на Върховното главно командване заделя предварително свежи войски, които, в случай на успех при Ржев, да продължат настъплението към Вязма и Смоленск. Съветски и руски историци държат на тезата, че „Марс“ цели само отвличане на вниманието на германското командване от подготовката на операция „Уран“ срещу 6-а армия при Сталинград (виж Битка при Сталинград). Според тях немското разузнаване (отделът „Чуждестранни армии Изток“ на генерал Гелен) дори е нарочно информирано от двоен агент на НКВД, че на Ржевско-Сичовския фронт ще се състои офанзива и тя ще започне още на 15 ноември. Освен от тази дезинформация, германското главно командване (ОКВ) знае от своето въздушно разузнаване за мащабно придвижване на съветски подкрепления към отбранителните линии пред Ржев, Сичовка и Белий. Затова то подготвя група армии „Център“ за отпор, като до началото на ноември я подсилва с дванадесет дивизии и други средства, и е напълно изненадано, когато Червената армия атакува и обкръжава Сталинград на 23 ноември.
Първоначално Ставката предвижда операция „Марс“ да започне през втората половина на октомври. Разчита се, че по това време ще настъпи обичайното застудяване и замръзване на почвата. Едномесечното закъснение се налага заради дъждовното време, което прави терена неудобен за бронираната техника.

## Съотношение на силите
Въпреки тежките поражения, претърпени на южния фланг през май-юли (при Харков, Керч, Севастопол и на Дон), и дълбокото проникване на Вермахта към долното поречие на Волга и Кавказ, Сталин държи главните си сили в центъра на Източния фронт. Калининският и Западният фронт, които заемат 17 % от общия фронт, разполагат (заедно със силите от Московската отбранителна зона и резервите на Ставката) с почти 1 890 000 души, над 24 000 оръдия и миномети, 3 375 танка и 1 100 самолета. Това са близо ⅓ от живата сила и артилерията и ½ от танковете на СССР през ноември 1942 г. Срещу тях е немската група армии „Център“ (генерал-фелдмаршал Гюнтер фон Клуге) в състав от 72 дивизии – общо 1 680 000 души с около 3 500 танка.
Непосредствено в съветската офанзива вземат участие 362 000 души, поддържани от 1300 танка и 3940 оръдия и миномети. Срещу тези сили в началото на битката Модел разполага с деветнадесет дивизии с обща численост от 140 000 души. В районите, определени за нанасяне на главните удари, съветското превъзходство в пехота е четирикратно, а в танкове – десеткратно.

## Битката
На 25 ноември сутринта две армии (20-а и 31-ва) на командвания от генерал Иван Конев Западен фронт настъпват срещу немската отбрана в източната част на Ржевската издатина. Задачата им е да прекосят реките Вазуза и Осуга, да извършат дълбок пробив в отбраната на 9-а армия и да се срещнат с войските на Калининския фронт, които по същото време провеждат насрещен удар западно от Ржев. Атаката започва и се развива при силен снеговалеж, който прави неефективен артилерийския обстрел срещу германските позиции и забавя придвижването на втория ешелон на настъпващите. Съветската пехота успява да отвоюва само малък плацдарм на западния бряг на Вазуза. На втория ден в настъплението са включени част от подвижните войски – 200 танка и 10 000 кавалерия. На 28 ноември с цената на тежки загуби 6-и танков корпус на полковник П. Арман успява да напредне на 20 км от Вазуза и овладява участък от жп линията между Ржев и Сичовка. Включването на подвижната група на полковник Арман в боевете срещу немския 39-и армейски корпус става преди плацдармът да бъде разширен, за да побере достатъчно артилерия. Затова танковете остават без артилерийска поддръжка. Не ги поддържа и пехотата, която изостава, защото трябва да елиминира многобройните опорни пунктове на немската отбрана, подминати от Арман. Така откъсналият се напред 6-и танков корпус попада скоро под ударите на придошлите германски резерви.
41-ва и 22-ра армия от Калининския фронт (командван от генерал Максим Пуркаев) настъпват от запад на 25 ноември. 41-ва армия (на генерал Тарасов) обхваща град Белий, но немската 146-а пехотна дивизия успява да го удържи с помощта на 1-ва танкова дивизия и моторизираната дивизия „Велика Германия“. Командващ германските сили в района (41-ви танков корпус) е генерал Йозеф Харпе. Съветският 1-ви механизиран корпус на генерал Соломатин напредва 30 км, но остава изолиран заради неуспешния щурм на Белий. Четири дни след началото си съветското настъпление в този участък забуксува окончателно. Спрени са и атаките на 22-ра армия (генерал Василий Юшкевич) и 39-а армия (генерал Зигин) северно от Белий срещу германския 23-ти армейски корпус. Съветските войски отблъскват германските от река Лучеса, но настъплението е забавено от снега, липсата на пътища и гъстите гори.
През нощта срещу 29 ноември Модел нанася контраудари срещу авангарда на 20-а армия, проникнал западно от шосето Ржев-Сичовка. Отслабени от настъпателните боеве и оставени без подкрепа от изостаналата пехота, тези войски (в състав един кавалерийски корпус и две танкови бригади от 6-и танков корпус) са обкръжени от германските 27-и армейски и 39-и танков корпус. Два дни по-късно разбитите съветски части успяват да си пробият път от обкръжението, но изоставят голяма част от бронетехниката си поради липса на гориво. По подобен начин се развива битката и от западната страна на Ржевската дъга. Докато съветските войски щурмуват безплодно Белий, на 7 декември част от тях (корпусът на Соломатин) са обкръжени от придошлите три германски танкови дивизии. На следващия ден Сталин и Жуков издават директива към Западния и Калининския фронт да повторят офанзивата. На 11 – 13 декември съветските 20-а и 29-а армии отново атакуват от плацдарма на Вазуза, но губят 300 танка, без да постигнат успех.
Снабдявани по въздуха, обкръжените край Белий механизирани войски на генерал Соломатин удържат позициите си с идеята, че германският обръч ще бъде пробит отвън и че съветските войски на свой ред ще могат да обкръжат противника. Този план не се осъществява защото новата съветска офанзива е отбита. Затова на 15 – 16 декември Соломатин е принуден сам да си пробие път назад, като унищожава тежкото си въоръжение, за да не го остави в германски ръце. Неговият 1-ви механизиран корпус губи 8000 убити и ранени и 150 танка.

## Резултати
Във Втората Ржевско-Сичовска операция Червената армия търпи тежко поражение, губейки над 70 000 убити, 145 000 ранени и много техника (по руски данни 1366 танка, а по немски – 1847). Въпреки това нейното мащабно настъпление приковава повече от тридесет германски дивизии на Ржевското направление. Това изключва възможността Вермахтът да щурмува обсадения Ленинград и не позволява на Германия да прехвърли войски към Сталинград. Жуков слага край на операция „Марс“ на 20 декември, докато Сталинградската битка е още в разгара си.
След като отразяват трите опита на съветските войски да ликвидират Ржевската издатина (през януари, август и ноември-декември 1942 г.), през март 1943 г. германците сами отстъпват от нея от тактически подбуди – скъсяването на фронта им позволява да спестят войски и да уплътнят отбраната си.

## Карти
- Оформяне на Ржевската дъга (начало на 1942 г.)
- Ржевската дъга в общ план (май 1942 г.)
- Изоставяне на Ржев от немците (март 1943 г.)